# Adelaida de Susa

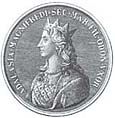
Moneda del amb l'efígie d'Adelaida de Susa

Adelaida de Torí o Adelaida de Susa   (Torí, 1020 - Canischio, desembre 1091) fou marquesa de Torí entre 1034 i 1091 i, posteriorment, comtessa consort de Savoia.

## Orígens familiars
Va néixer vers el 1015 a la ciutat de Torí, filla del marquès Ulric Manfred II de Torí i Berta de Toscana. Era neta per línia paterna de Manfred I de Torí i Prangarda Azzo, i per línia materna d'Obert II de Toscana.

## Ascens al marquesat
A la mort del seu pare li foren concedits els comtats d'Ivrea, Auriate, Aosta i Torí. El gener de 1037 fou obligada a casar-se amb Herman IV de Suàbia per ordre de l'emperador Conrad II del Sacre Imperi romanogermànic. A la mort d'aquest el 1038, a causa d'una plaga en l'assetjament de la ciutat de Nàpols, es tornà a casar el 1040 amb Enric de Montferrat per tal d'assegurar el manteniment de les seves possessions. La mort, però, d'aquest el 1042 comportà que es tornés a casar amb Odó I de Savoia.
A partir de 1060, a la mort del seu tercer espòs, exercí una influència molt gran sobre el comtat de Savoia, exercint realment el poder sota els mandats dels seus fills. Establí l'aliança de la seva família amb l'emperador del Sacre Imperi romanogermànic, casant el 1066 la seva filla Berta amb Enric IV del Sacre Imperi romanogermànic. L'intent de divorci d'aquest comportà l'enemistat de la família, relacions que aconseguiren reprendre gràcies a la mediació d'Adelaida en els conflictes existents entre l'emperador i el papa Gregori VII. En recompensa d'aquesta ajuda l'emperador recapacità en la seva idea de divorciar-se i concedí a Adelaida i el seu fill Amadeu de Savoia la regió de Bugey i el marquesat d'Ivrée.
Morí el 19 d'octubre de 1091 a la població de Canischio.

## Núpcies i descendents
Es casà el gener de 1037 amb el duc Herman IV de Suàbia, amb el qual tingué:
- Gebhard I de Sulzbach (?-1080), comte de Sulzbach
- Herman I de Kastl (?-1055), comte de Kastl
- Richwara de Suàbia (?-1070)

Es casà, en segones núpcies, el 1040 amb Enric de Montferrat, fill de Guillem III de Montferrat i la seva esposa Waza. D'aquesta unió no tingueren fills.
Es casà, en terceres núpcies, vers el 1046 amb el comte Odó I de Savoia, amb el qual tingué:
- Pere de Savoia (v 1048-1078), comte de Savoia
- Amadeu de Savoia (v 1050-1094), comte de Savoia
- Odó de Savoia (?-1088), bisbe d'Asti
- Berta de Torí (1051-1087), casada el 1066 amb l'emperador Enric IV del Sacre Imperi romanogermànic
- Adelaida de Savoia (d 1052-1079), casada primer amb Guigó IV d'Albon i el 1067 amb el rei Rodolf de Suàbia

## Música
- s'han escrit diverses obres musicals vers aquest personatge, entre elles l'òpera Adelaide regia principessa di Susa del compositor italià Giovanni Battista Rodoteo i, que fou estrenada en el teatre Alli Saloni de Venècia, i que va ser la primera que es representà en aquell teatre.[2]